# Xã Clinton, Quận Venango, Pennsylvania
Xã Clinton (tiếng Anh: Clinton Township) là một xã thuộc quận Venango, tiểu bang Pennsylvania, Hoa Kỳ. Năm 2010, dân số của xã này là 854 người.